# 旺角電脳中心
旺角電脳中心は、香港旺角にあるコンピュータ専門のショッピングビル。略称・旺電。

1991年12月に九龍奶路臣街8号で開業。売り場面積は約25,000m2。4階建てでハードウェア・ソフトウェア問わずコンピュータ関係の物を何でも扱っている。殊に違法コピーされたソフトウェアが公然と売られていたりしたが、最近は鳴りを潜めている。
周辺は深水埗と並ぶ著名な電気街の一つで、近くには多くの家電量販店や、携帯電話関連の店舗がその殆どを占める専門ビルの先達廣場などがある。いわゆる「女人街」と呼ばれる繁華街にも近い。

## 交通
- 港鐵
  - 旺角駅
  - 旺角東駅 (旧九鐵)